# Bacchus (Rebsorte)
Bacchus oder Frühe Scheurebe ist eine Weißweinsorte, die eine Kreuzung von (Silvaner x Riesling) und Müller-Thurgau ist. Die Angaben des Züchters zu den Kreuzungseltern konnten durch DNA-Analyse bestätigt werden. Peter Morio und Bernhard Husfeld züchteten sie am Institut für Rebenzüchtung Geilweilerhof im Jahr 1933. Ihre Zulassung in Deutschland erfolgte im Jahr 1972 mit dem Eintrag in die Sortenliste. Die Rebsorte wird vor allem in Deutschland und in England angebaut. Kleine Bestände sind auch in der Schweiz bekannt (1,6 Hektar, Stand 2007).
Bacchus verdankt ihre Popularität unter Winzern besonders der Tatsache, dass sie – im Gegensatz zum Riesling – eine frühreifende Rebsorte ist, die sehr hohe Reifegrade erreicht und deshalb auch in Lagen angebaut werden kann, die für den Riesling weitgehend ungeeignet sind. Die aus ihr gewonnenen Weine sind aromatisch (Aromen im Wein) und fruchtig, aber nur, wenn das Lesegut völlig ausgereift ist. Allerdings fehlt es den Weinen manchmal an Säure, daher wird sie häufig mit Müller-Thurgau verschnitten. Deren relativ neutrale Weine bereichert sie mit ihrer Frucht und ihrem Bouquet – zusammen sind sie ein fester Bestandteil der unter Weinkennern oft nicht sehr geschätzten Liebfrauenmilch.
Bacchus ist eine Varietät der Edlen Weinrebe (Vitis vinifera). Sie besitzt zwittrige Blüten und ist somit selbstfruchtend. Beim Weinbau wird der ökonomische Nachteil vermieden, keinen Ertrag liefernde, männliche Pflanzen anbauen zu müssen. Valentin Blattner nutzte den Bacchus, um aus einer Kreuzung mit Seyval Blanc die Sorten Birstaler Muskat und Réselle zu züchten.
Siehe auch die Artikel Weinbau in Deutschland und Weinbau im Vereinigten Königreich sowie die Liste von Rebsorten.
Abstammung: (Silvaner x Riesling) x Müller-Thurgau

## Synonyme
Geilweilerhof 33-29-133, GF. 33-29-133 und Frühe Scheurebe

## Verbreitung
In Deutschland waren im Jahr 2015 1.732 Hektar (= 1,7 % der deutschen Rebfläche) mit der Rebsorte Bacchus bestockt. Im Jahr 2006 waren noch 2113 Hektar Anbaufläche bestockt, nachdem im Jahr 1999 noch 3126 Hektar erhoben wurden.
Die Hauptanbaugebiete sind Rheinhessen (565 Hektar, Stand 2015) und Franken (733 Hektar). Der Anbau dieser Sorte ist in Deutschland stark rückläufig. In Franken wurden Versuche unternommen, den zum Teil sonnenempfindlichen Bacchus durch Chardonnay-Trauben zu ersetzen.
| Weinbaugebiet              | Rebfläche (Hektar) |
| Ahr                        | unter 0,5          |
| Baden                      | 45                 |
| Franken                    | 742                |
| Hessische Bergstraße       | unter 0,5          |
| Mittelrhein                | 2                  |
| Mosel                      | 87                 |
| Nahe                       | 156                |
| Pfalz                      | 153                |
| Rheingau                   | 1                  |
| Rheinhessen                | 828                |
| Saale-Unstrut              | 29                 |
| Sachsen                    | 8                  |
| Stargarder Land            | -                  |
| Württemberg                | 7                  |
| insgesamt Deutschland 2007 | 2061               |

Quelle: Rebflächenstatistik vom 13. März 2008, Statistisches Bundesamt, Wiesbaden 2008 in Beschreibende Sortenliste des Bundessortenamtes 2008, Seite 198ff.